# Ceramica cicladica

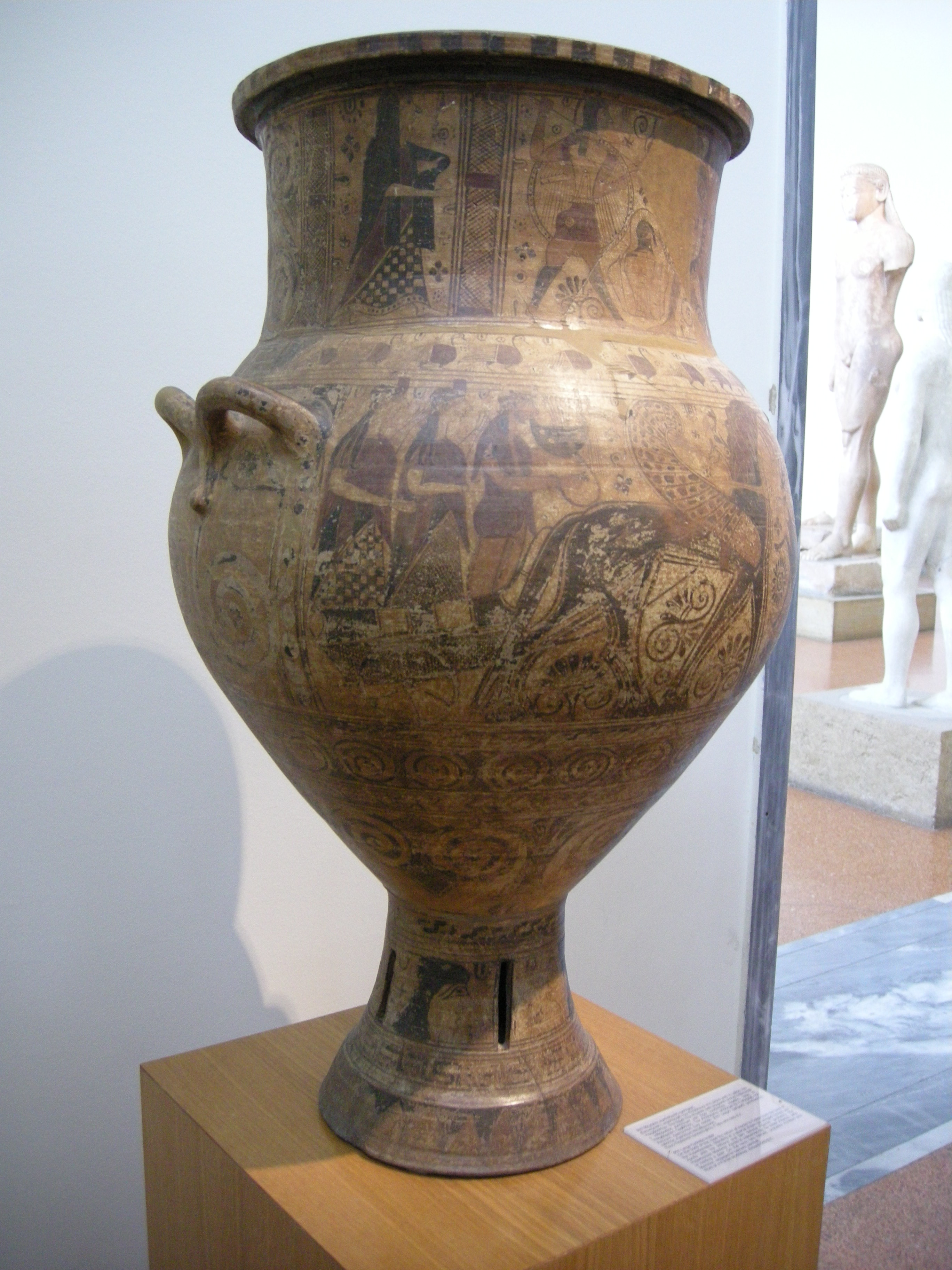
Anfora "melia", Museo archeologico nazionale di Atene 911.

La ceramica cicladica descrive la produzione vascolare e ceramica delle isole Cicladi nell'età del bronzo (→ Civiltà cicladica) e nell'età del ferro.
La produzione delle officine cicladiche era destinata prevalentemente ad uso locale; numerosi reperti sono stati ritrovati nell'isola sacra di Delo che raccoglieva le offerte dalle isole vicine, molti altri nella vicina isola di Rheneia, o Grande Delo, dove furono portati i materiali provenienti dalle tombe della Piccola Delo in seguito alla purificazione ordinata dagli Ateniesi nel 426-425 a.C. (Tucidide I, 8; III, 104); il racconto dello storico greco è stato confermato dagli scavi del 1898-99. La fase orientalizzante del VII secolo a.C. è subito recepita nelle isole mischiandosi al subgeometrico, non vi fu invece alcuna accoglienza per la tecnica a figure nere; gli ottimi ma isolati artigiani cicladici non riuscirono a fondare una scuola che fosse autonoma e allo stesso tempo aperta agli stimoli provenienti dagli altri centri di produzione, l'unica eccezione fu la "scuola melia" che tra VII e VI secolo a.C. riuscì a trarre ispirazione dalle maggiori scuole contemporanee. La "ceramica melia" a differenza degli altri gruppi della ceramica cicladica, è stata regolarmente esportata.
L'argilla cicladica è generalmente tendente al rosa ed è ricoperta da un ingubbio color crema; le figure sono dipinte con una vernice marrone scura. Tipiche e note sono le anfore cicladiche caratterizzate da un aspetto slanciato con corpo ovoidale e ampio collo cilindrico, dalle quali si differenziano le anfore a corpo globulare prodotte a Paro.

## Protogeometrico e geometrico
Dopo un periodo di influenza cretese (1600-1200 a.C.) la civiltà cicladica subì una fase piuttosto lunga di decadenza e di arresto. Durante la fase protogeometrica le influenze attiche si unirono alla ceramica locale submicenea dando vita a vasi di piccole dimensioni le cui forme più diffuse sono l'oinochoe, la lekythos, lo skyphos e l'anfora con anse sul ventre; la decorazione astratta era costituita da triangoli reticolati, cerchi concentrici, semicerchi e strisce ondulate che a volte si presentano a rilievo insieme a punti a pressione e a tratti incisi. La preminenza dell'influenza attica continuò nel periodo geometrico quando la tipologia più importante divenne l'anfora con anse orizzontali e decorazioni a pannelli e a cerchi concentrici o iscritti con croci (Milo e Nasso). A partire dalla seconda metà dell'VIII secolo a.C. (tardo geometrico) l'introduzione di nuovi elementi decorativi fu conseguenza di una suddivisione degli spazi indipendente dai modelli attici che favorì il differenziarsi di quattro scuole principali localizzate a Nasso, a Paro, Milo e Thera. Tipici di Nasso sono gli skyphoi a tre metope con al centro la clessidra quadrettata, o il quadrifoglio, e con uccelli ai lati.

## Orientalizzante

### Thera
La ceramica geometrica di Thera (750-650 circa a. C.), rinvenuta quasi esclusivamente nella necropoli dell'isola, è decorata con motivi lineari che ricoprono interamente il collo e la spalla, mentre nella parte inferiore del corpo le linee orizzontali si diradano. I motivi astratti sono costituiti da meandri, false spirali, zig-zag e cerchi con disegno iscritto (rosette o stelle); il motivo figurato tipico è costituito da una serie di uccelli simili a gru. Appartengono alla fase orientalizzante i rinvenimenti della classe Linear Island con cavalli al pascolo, leoni ed esseri fantastici come sfingi, sirene e grifi.

### Paro
Linear Island

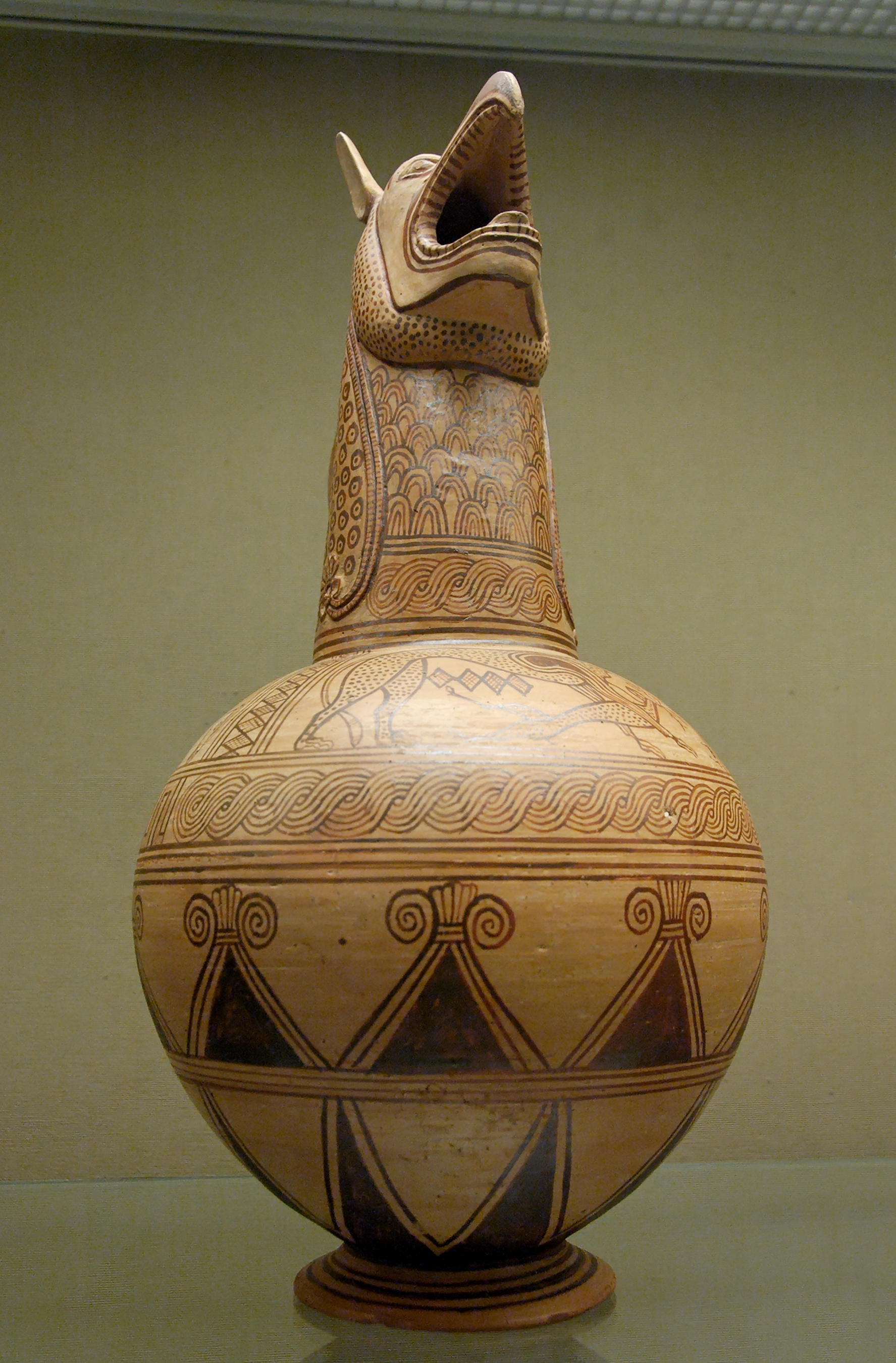
Brocca cicladica (forse da Paro) con testa a grifo, British Museum 1873,0820.385.

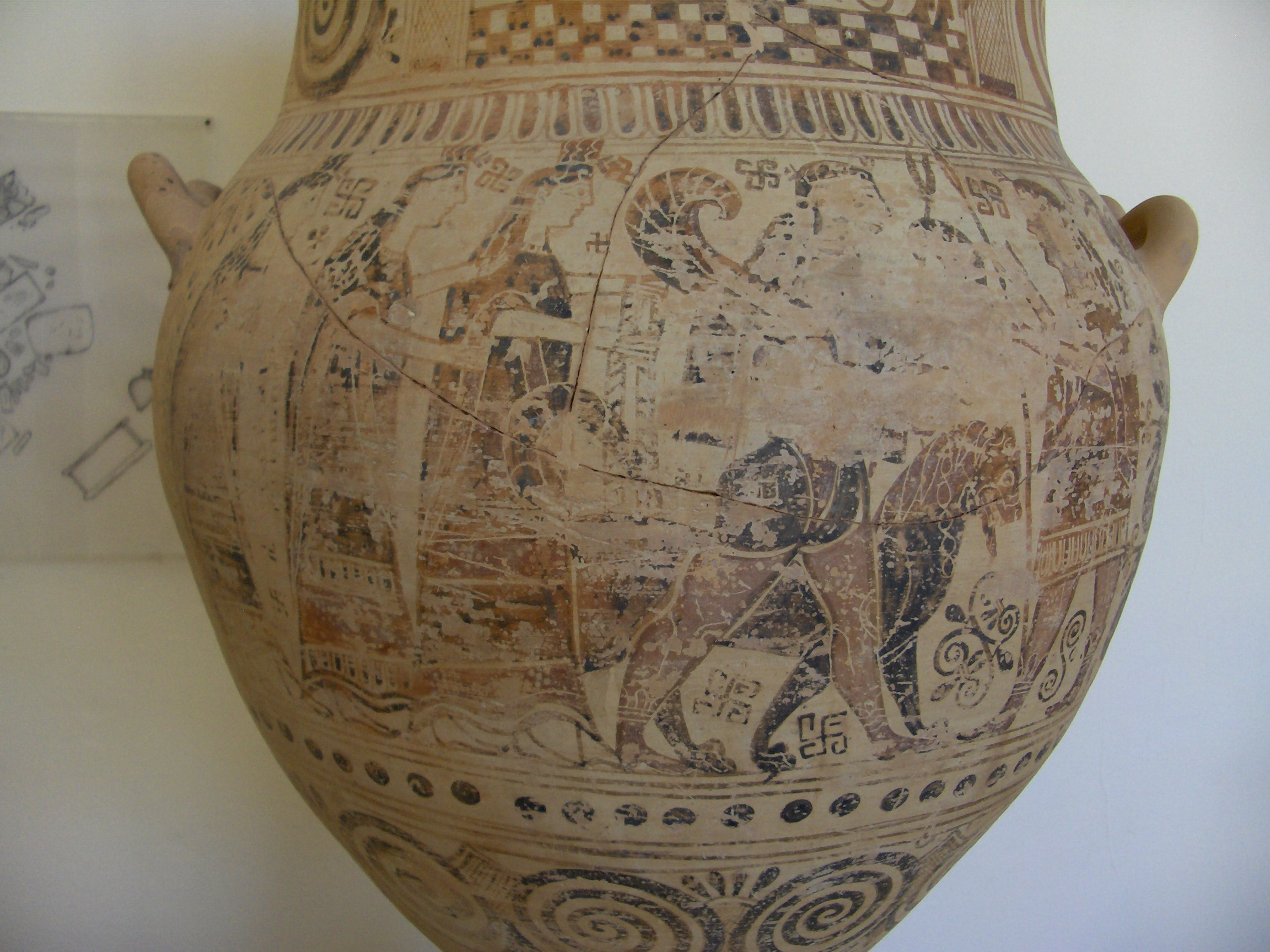
"Anfora melia", particolare della figurazione sul corpo, Museo archeologico di Paro 2652.

La classe ceramica che Humfry Payne nel 1926 ha chiamato Linear Island corrisponde a quella che Ernst Buschor nel 1929 ha localizzato a Paro e di cui ormai si sostiene la provenienza da Nasso. L'origine resta discussa; quasi tutti i ritrovamenti importanti sono stati fatti a Thera, dove si differenziano sostanzialmente dal contemporaneo subgeometrico del luogo. Si tratta principalmente di anfore a collo separato e con corpo ovoide alte circa mezzo metro. Alla fine dell'VIII sec. a.C. la spalla viene divisa in tre pannelli allungati in senso orizzontale riempiti inizialmente da motivi geometrici e in seguito orientalizzanti sia vegetali sia animali, questi ultimi privati di una struttura corporea per adattarli al pannello. Questo tipo di decorazione, dallo stile elegante e semplice, si trova anche su alcuni crateri. Anche la fase finale del Linear Island è discussa; vi si attribuiscono tre anfore conservate a Leida, Stoccolma (Medelhavsmuseet, con la figura di cervo pascente disegnata a silhouette e a linea di contorno) e Parigi (Cabinet des médailles), datate tra il 675 e il 625 a.C. e caratterizzate dalla decorazione con un unico animale sulla spalla.
Ad Group
Il gruppo denominato Ad è contemporaneo del precedente, ma è più contrastato nei toni della decorazione e ha uno stile meno evoluto. L'anfora dal collo separato è di tipo globulare; la decorazione, comprendente cavalli o altri animali, si estende lungo tutta la superficie del collo e della spalla mentre nella parte inferiore del vaso si trovano fasce ornamentali e raggi presso il piede. La decorazione di riempimento, costituita da losanghe e zig zag, riempie gli spazi anche nei pannelli figurati. Oltre all'anfora il gruppo Ad comprende l'hydria, il cratere, l'oinochoe, lo skyphos. Questa classe è stata trovata a Rheneia, Sifno e Paro, ma non a Thera. I dettagli decorativi sono simili allo stile geometrico di Paro e anche l'argilla è simile. È un gruppo compatto in cui molti pezzi sono riconducibili ad una stessa mano. Gli animali hanno affinità con il protoattico e per questa ragione il gruppo è stato datato intorno al primo quarto del VII secolo a.C.

### Nasso
The Heraldic group
A Nasso, per una somiglianza con il tardo geometrico del luogo e per le caratteristiche dell'argilla bruno-rossastra, è stato attribuito uno dei gruppi più caratteristici dell'influsso orientale nella ceramica cicladica durante il VII secolo a.C.: il gruppo delle "anfore araldiche" così chiamate per la coppia di animali in posizione araldica dipinta sul collo. La parte inferiore del vaso è decorata a fasce e il retro riporta solo motivi decorativi semplici. Le parti frontali del collo e della spalla ricevono la decorazione principale costituita da un pannello diviso in tre campi da strisce ornamentali. All'interno dei campi figurati si trovano leoni, cavalli, sfingi, spesso protomi, in stile orientalizzante e con figure a risparmio. L'attenzione maggiore più che alle figure è dedicata all'effetto generale del disegno all'interno del pannello. Molti dei vasi che appartengono al gruppo sono riconducibili ad una stessa mano e sono stati trovati prevalentemente nel deposito di Rheneia. Con l'attribuzione a Nasso del gruppo Linear Island, la produzione vascolare dell'isola risulterebbe divisa in due gruppi stilisticamente differenti che coesistono evolvendosi in modo indipendente l'uno dall'altro. La presenza di alcune scene narrative sembra invece derivare dall'influenza delle "anfore melie".
The Protome Group
Il gruppo è formato da un piccolo numero di anfore a collo separato, di hydriai e da una coppa. Il pannello sul collo delle anfore è decorato solitamente con protomi di cavallo o con la parte anteriore di un leone ed è affiancato da pannelli più stretti con decorazioni semplici. Lo stesso tipo di decorazione ricorre sulla spalla, mentre sulla metà inferiore del vaso si trovano bande di vernice nera e porpora alternate; una fascia di raggi decora la zona presso il piede. Il gruppo è di una sofisticata semplicità nell'alternanza delle zone chiare e scure della decorazione e nell'interesse rivolto allo sviluppo della linea che traccia le figure, più che alle figure stesse. Appartiene alla metà del VII secolo a.C. ed è stato assegnato a Nasso come a Paro; i reperti provengono esclusivamente dal deposito di purificazione di Rheneia.

### Milo
La massima fioritura dell'orientalizzante cicladico si ha con le "anfore melie". Il gruppo è stato individuato a partire da alcune grandi anfore trovate a Milo e pubblicate nel 1862. Le anfore o i crateri di questa serie raggiungono il metro d'altezza e la decorazione copre l'intero vaso; quella figurata, che può avere soggetto mitologico, si trova sul collo insieme ad una decorazione a doppie volute, e sul lato principale del corpo, mentre il lato posteriore è riservato a cavalli o altre figure di minore importanza. Il motivo fondamentale della decorazione ornamentale è la grande spirale che forma svariate combinazioni; l'ornamento di riempimento è costituito da rosette, svastiche e fiori stilizzati. Esistono versioni più piccole e più semplicemente decorate di questo tipo di anfora e lo stesso tipo di decorazione è applicato alle hydriai e ai crateri, alle anfore a profilo continuo e ai piatti.
Nei vasi più antichi del gruppo i cavalli sono stilisticamente individuabili come cicladici, mentre in quelli successivi si avvicinano allo stile delle capre selvatiche. Le figure sono generalmente a risparmio, con parti a linea di contorno; solo nelle anfore più recenti del gruppo compare l'incisione, usata nelle figure animali di derivazione corinzia in sostituzione dei ritocchi bianchi. Il marrone chiaro è usato per le carni maschili e il porpora è usato liberamente.
L'analisi dell'argilla dei "vasi melî" trovati a Delo e a Taso ha rivelato l'assenza delle componenti vulcaniche escludendo Milo dalle isole candidate come luogo di origine, mentre i numerosi ritrovamenti e le imitazioni riscontrate a Taso, colonia di Paro, hanno condotto a ritenere quest'ultima il vero luogo di provenienza, insieme ad alcune similitudini riscontrate con il gruppo Ad.  Opinioni discordi riguardano la datazione del gruppo: l'inizio dello stile viene posto al secondo quarto del VII secolo a.C. come alla seconda metà.
Negli ultimi "vasi melî" corintizzanti (datati a partire dall'ultimo quarto del VII secolo a.C.) si nota il decadere dello stile, l'unico forse ancora attivo nelle Cicladi in quest'epoca, ormai sopraffatto dall'esportazione corinzia.